# East Rochester
East Rochester é um distrito localizado no estado norte-americano de Pensilvânia, no Condado de Beaver.

## Demografia
Segundo o censo norte-americano de 2000, a sua população era de 623 habitantes.
Em 2006, foi estimada uma população de 579, um decréscimo de 44 (-7.1%).

## Geografia
De acordo com o United States Census Bureau tem uma área de
1,2 km², dos quais 1,0 km² cobertos por terra e 0,2 km² cobertos por água.

## Localidades na vizinhança
O diagrama seguinte representa as localidades num raio de 4 km ao redor de East Rochester.